# Ormosia pugetensis
Ormosia pugetensis är en tvåvingeart som beskrevs av Alexander 1946. Ormosia pugetensis ingår i släktet Ormosia och familjen småharkrankar. Inga underarter finns listade i Catalogue of Life.